# Buschmeister
Buschmeister (Lachesis) sind eine Schlangengattung aus der Unterfamilie der Grubenottern. Die Gattung kommt mit vier Arten in Mittelamerika und im nördlichen Südamerika vor. Alle Arten sind an Wald gebunden und bodenlebend. Die Arten sind giftig, Bissunfälle sind jedoch aufgrund der geringen Aggressivität und der zurückgezogenen Lebensweise der Tiere selten. Der Biss führt bei Menschen häufig zu schweren Vergiftungen, jedoch meist nicht zum Tod. Die Gattung ist nach einer griechischen Schicksalsgöttin (Lachesis) benannt.

## Merkmale

### Körperbau
Alle Buschmeister sind sehr große, mittelschlanke Grubenottern. Der Körper ist meist seitlich zusammengedrückt. Der Kopf ist groß und eher länglich, aber nicht sehr deutlich vom Hals abgesetzt, die Augen sind relativ klein. Die Schnauze ist meist breit gerundet, die Schnauzenspitze ist nicht verlängert. Der Canthus ist gerundet. Der Schwanz ist nicht zum Greifen geeignet. Alle Arten haben regelmäßig Gesamtlängen von über 1,9 m, gesicherte Maximalmaße liegen zwischen 2,32 m und 3,0 m Gesamtlänge. Buschmeister sind damit die größten Vipern der Welt und die größten Giftschlangen Amerikas.

### Beschuppung
Das Rostrale ist meist in etwa dreieckig und ebenso breit oder breiter als hoch. Es gibt drei Praeocularia, von denen das obere deutlich größer ist als die anderen. Die Supraocularia sind groß und länglich und durch 10–15 rundliche Intersupraocularia voneinander getrennt. Es gibt 2–3 Canthalia auf jeder Seite. Die Kopfoberseite ist mit kleinen, meist gekielten Schuppen bedeckt. Die Anzahl der Supralabialia beträgt 7 bis 11, die Zahl der Infralabialia 11 bis 17. Die Anzahl der Bauchschuppen (Ventralschilde) variiert zwischen 191 und 236, die Zahl der geteilten Subcaudalia zwischen 31 und 56. Die hinteren Subcaudalia sind in 4–5 Reihen dorniger Schuppen geteilt. Die Anzahl der dorsalen Schuppenreihen in der Körpermitte schwankt zwischen 21 und 27. Die Schuppen in der Rückenmitte haben deutlich erhabene, rundliche Kiele.

### Färbung
Buschmeister sind farblich sehr ansprechend. Die Grundfarbe der Oberseite ist variabel rosa-bräunlich, orange-bräunlich, rotbraun oder gelblich. Auf dem Rücken zeigen die Tiere auf diesem Grund eine Reihe sehr markanter großer, dunkelbrauner oder schwarzer, mehr oder weniger rhombischer Flecken. Diese liegen quer zur Längsachse der Tiere und laufen an den unteren Flanken mehr oder weniger spitz aus. Die Flecken zeigen oft helle Zentren oder sind mehr oder weniger stark unterbrochen. Der Oberkopf ist je nach Art einfarbig wie die übrige Körpergrundfarbe, dunkel gefleckt oder völlig schwarz. Die Kopfseiten zeigen einen breiten dunklen Postokularstreifen, der sich vom hinteren Augenrand bis hinter den Schnauzenwinkel zieht.

## Verbreitung und Lebensraum
Buschmeister sind in Mittelamerika und im nördlichen Südamerika verbreitet. Das Verbreitungsgebiet reicht vom mittleren Nicaragua nach Süden bis in das mittlere Bolivien und bis in den Osten Brasiliens. Zwei der vier Arten haben relativ kleine Areale in Mittelamerika; das Areal L. muta umfasst große Teile des nördlichen Südamerikas. Buschmeister sind Bewohner des ursprünglichen, tropischen Regenwaldes bis in Höhen von etwa 1600 m.

## Systematik

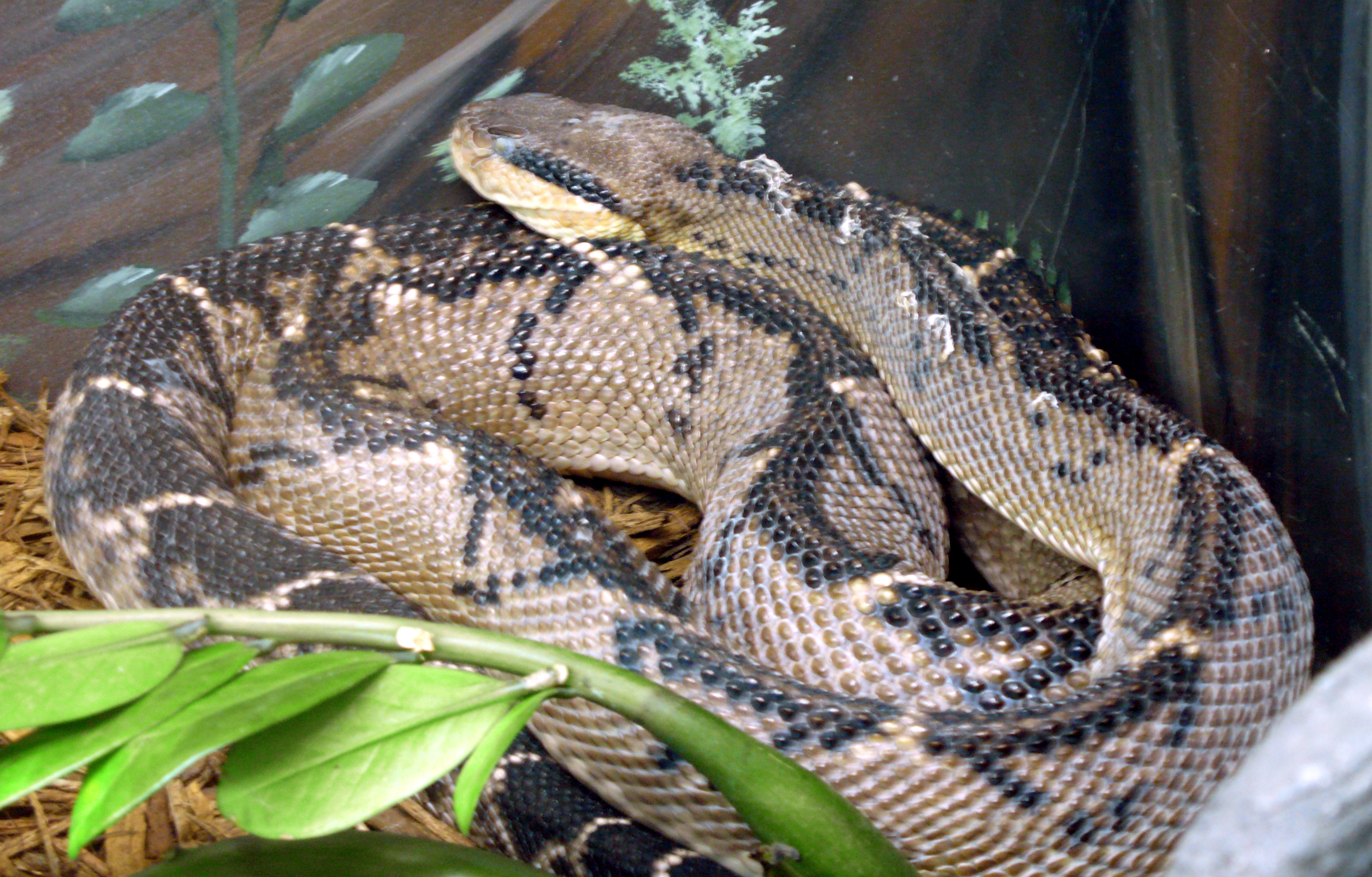
Lachesis stenophrys

Campbell & Lamar erkennen 4 Arten an:
- Lachesis acrochorda (Garcia, 1896) – Ost-Panama, West-Kolumbien, Nordwest-Ekuador.
- Lachesis melanocephala Solórzano & Cerdas, 1986 – südöstliches Costa Rica und angrenzende Gebiete in West-Panama.
- Südamerikanischer Buschmeister (Lachesis muta (Linnaeus, 1766)) – Amazonasbecken, Guyanaschild (Unterart L. m. muta), südostbrasilianischer Küstenregenwald (Unterart L. m. rhombeata)
- Zentralamerikanischer Buschmeister (Lachesis stenophrys Cope, 1875) – Nicaragua, Costa Rica, Panama.

Bis vor einigen Jahren war L. muta mit vier Unterarten die einzige Art der Gattung Lachesis. Aufgrund einer molekulargenetischen Untersuchung wurden 1997 zwei der Unterarten (L. melanocephala und L. stenophrys) als eigene Arten von L. muta abgetrennt. Als vierte Art wurde 2004 von Cambell & Lamar L. acrochorda abgetrennt. 
Auch eine molekulargenetische Untersuchung unter Einbeziehung von 2 der 4 Arten hat die Monophylie der Gattung Lachesis innerhalb der Grubenottern bestätigt, eine molekulargenetische Untersuchung unter Einbeziehung aller vier Arten liegt bisher noch nicht vor.

## Lebensweise, Ernährung und Fortpflanzung
Alle Arten der Gattung sind fast ausschließlich nachtaktiv und bodenlebend. Der Tag wird in Säugerbauten, unter umgestürzten Bäumen und an ähnlichen Orten verbracht. Die Tiere bleiben oft über mehrere Tage oder Wochen im selben Versteck. Buschmeister sind Lauerjäger, die oft tagelang an derselben Stelle verweilen. Die Nahrung besteht offenbar fast ausschließlich aus kleineren Säugetieren, vor allem Mäuseartigen, aber auch Beuteltieren und Hörnchen.
Im Gegensatz zu allen anderen Grubenottern Amerikas sind Buschmeister eierlegend (ovipar). Die Eiablage erfolgt in den auch als Tagesversteck genutzten Höhlen, die Weibchen umschlingen das Gelege bis zum Schlupf der Jungschlangen. Die Gelege umfassen 6–11, maximal bis zu 20 Eier. Die Zeit bis zum Schlupf wird je nach Autor unterschiedlich mit 60 bis 90 Tagen angegeben.

## Gift
Buschmeister sind offenbar weder besonders aggressiv noch suchen sie den menschlichen Siedlungsbereich auf. Daher sind Bissunfälle, verglichen mit im selben Verbreitungsgebiet vorkommenden Arten der Amerikanischen Lanzenottern und Klapperschlangen, selten. So machten Bisse von Buschmeistern nach einer Erhebung in Kolumbien nur 2 % aller Vergiftungen durch Schlangen aus. Auch in einem spezialisierten Zentrum im brasilianischen Manaus, in dem jährlich 200 Bissunfälle behandelt werden, wurden über mehrere Jahre hinweg insgesamt nur 10 Bisse durch L. muta dokumentiert. Mehrfach in der Literatur zitierte Angaben der Regierung von Brasilien, die L. muta für einen Zeitraum von 4,5 Jahren 15.000 Bissunfälle landesweit zuschreiben, hält David Warell daher für unglaubwürdig.
Das Gift ist nicht sehr toxisch, auch die Giftmenge ist trotz der Größe der Tiere meist viel geringer als bei deutlich kleineren Individuen der Amerikanischen Lanzenottern. Die typischen Vergiftungssymptome werden relativ einheitlich beschrieben: anfängliche Übelkeit, schwere Darmkrämpfe, wiederholtes Erbrechen, wässriger Durchfall und starkes Schwitzen. Zusätzlich können Schwellungen und selten Blutgerinnungsstörungen oder Nekrosen auftreten. Extrem widersprüchlich sind die Angaben zur Häufigkeit von Todesfällen. Während nach einer retrospektiven Studie in Costa Rica drei von insgesamt vier gebissenen Menschen starben, sind aus den anderen Ländern innerhalb des Verbreitungsgebietes zwar einzelne, zum Teil schwere Vergiftungen bekannt geworden, aber nur ein gesicherter Todesfall in Kolumbien.